# Anoxynatronum sibiricum
Anoxynatronum sibiricum è una specie di batterio appartenente alla famiglia delle Clostridiaceae.